# Masacre de niños en Vukovar
La masacre de los niños en Vukovar o masacre de los bebés en Vukovar es un caso bien conocido de la propaganda serbia durante las Guerras Yugoslavas.
Días antes de la ejecución de 264 croatas prisioneros de guerra y de civiles en la masacre de Ovčara, los medios serbios dieron a conocer la noticia de que 40 bebés serbios habían sido masacrados en Vukovar. La Radio Televisión de Serbia emitió un informe de un fotógrafo local que dijo que los soldados croatas habían asesinado a 41 niños de entre 5 y 7 años en una escuela de Borovo Naselje.
El doctor Vesna Bosanac, a la cabeza del hospital de Vukovar, al que fueron llevados civiles y prisioneros de guerra croatas, dijo que creía que la historia de los bebés sacrificados fue lanzada intencionadamente para enfurecer más aún a nacionalistas serbios y, por lo tanto, incitar a la ejecución de croatas.